# Mahrusa
Mahrusa (arab. محروسة) – miejscowość w Syrii, w muhafazie Hama. W 2004 roku liczyła 6579 mieszkańców.